# Belgiens damlandslag i fotboll
Belgiens damlandslag i fotboll representerar Belgien på damsidan. 
I kvalet till VM 2011 lottades man i samma grupp som Azerbajdzjan, Sverige, Tjeckien och Wales.
Belgien kvalificerade sig för EM 2017.